# Dagenham & Redbridge FC
Dagenham & Redbridge FC är en engelsk fotbollsklubb i Dagenham i London, grundad 1992. Hemmamatcherna spelas på Victoria Road. Smeknamnen är The Daggers och Dag & Red.

## Historia
Klubben grundades 1992 efter en sammanslagning av Dagenham och Redbridge Forest och den nya klubben tog över Redbridge Forests plats i Football Conference. Säsongen 1995/96 kom klubben sist i ligan och åkte ned till Isthmian League Premier Division, där man spelade tills man vann divisionen 1999/00 och gick upp till Football Conference igen.
Säsongen 2006/07 vann klubben Conference National och gick upp till The Football League för första gången, i form av League Two. Under den tredje säsongen där kom klubben sjua och lyckades via seger i kvalet, där man i finalen på Wembley slog Rotherham United med 3–2, för första gången nå League One.
Sejouren i League One blev dock bara ettårig, då klubben kom 21:a av 24 och åkte ur. Därefter spelade klubben i League Two till och med säsongen 2015/16, då man kom näst sist och åkte ned till National League, som Conference National hade döpts om till.
I FA-cupen har klubben som bäst nått fjärde omgången 2002/03.

## Meriter

### Liga
- League One (nivå 3): 21:a 2010/11 (högsta ligaplacering)
- National League eller motsvarande (nivå 5): Mästare 2006/07
- Isthmian League Premier Division: Mästare 1999/00

### Cup
- FA-cupen: 4:e omgången 2002/03 (bästa resultat)
- Essex Senior Cup: Mästare 1997/98, 2000/01